# Erwin Dejasse
Erwin Dejasse, né le 17 septembre 1971 à Kananga (république démocratique du Congo), est un historien, théoricien, essayiste et enseignant de bande dessinée belge.

## Biographie
Erwin Dejasse naît le 17 septembre 1971 à Kananga.
Il étudie l’histoire de l’art à l’Université de Liège où il consacre son mémoire à Jacques Tardi et il suit une formation pratique de journalisme à l’Institut de journalisme de Bruxelles.
De 1999 à 2001, il écrit des chroniques de bande dessinée dans le quotidien belge Le Matin.
Il rédige une quarantaine d’articles sur la bande dessinée, notamment pour la revue 9e Art, organe du Musée de
la bande dessinée à Angoulême dont il est membre du comité de rédaction. Il est chercheur au Madmusée à Liège de 1999 à 2007. Il écrit aussi régulièrement sur l’art brut et outsider. Il cofonde le groupe interuniversitaire ACME, groupe de recherche. Il consacre sa thèse de doctorat aux émotions esthétiques dans l’œuvre de José Muñoz et Carlos Sampayo.
Il propose avec Philippe Capart l'ouvrage Morris, Franquin, Peyo et le dessin animé aux Éditions de l'An 2, dirigées par Thierry Groensteen en 2005. Cet ouvrage vaut aux auteurs le prix de la presse en 2006. En 2007, il écrit trois articles dans Spirou en rapport avec Lucky Luke.
Toujours avec son comparse Philippe Capart, il conçoit cinq dossiers introductifs et contextualisants sur Jijé et son western Jerry Spring, pour la collection « Patrimoine » des éditions Dupuis de 2010 à 2012.
En 2017, il présente l'exposition Knock Outsider Komiks à l'Hôtel Saint-Simon d’Angoulême du 26 au 29 janvier et dévoile les œuvres saisissantes nées de la rencontre entre des auteurs de bande dessinée et des artistes handicapés mentaux.
Il rédige les textes du catalogue de l'exposition Ainsi, dire tenue à la bibliothèque Wittockiana du 29 septembre 2018 au 20 janvier 2019 présentant les œuvres de Christophe Poot, Florian Huet et Éric Lambé,.
En 2021, il est l'auteur d’une cinquantaine d’articles pour des ouvrages collectifs et des revues à comité́ de lecture dont Lettre francophones, Journal of Epistemology and Psychiatric Science, 9e Art, World Literature Today, Entre Líneas: revista de estudios sobre historieta y humor gráfico, Art&Fact, Comicalités : Études de Culture Graphique, Publif@rum, Rivista dell’Osservatorio Outsider Art, Textyles, Les Cahiers du CIRCAV et MEI : Revue de communication.
En 2022, il monte l'exposition Art brut et bande dessinée à la Collection de l'art brut à Lausanne,,. Le catalogue de l'exposition est édité par la maison d'édition genevoise Atrabile.
En 2023, il publie l'ouvrage La Musique silencieuse de José Muñoz et Carlos Sampayo dans la collection 
« Iconotextes » aux éditions Presses universitaires François-Rabelais. Ce livre étudie la construction narrative et l'évolution formelle de ces auteurs argentins, mettant en évidence les enjeux rythmiques et plastiques du travail des deux auteurs.
Il collabore également aux revues Kaboom, L'Éprouvette, Art Press, Beaux Arts magazine, L’Art même – chronique des arts plastiques de la Communauté française de Belgique et Bang !.
Parallèlement, il est chargé de recherche FNRS à l’université libre de Bruxelles ainsi qu'à la Bibliothèque royale de Belgique. Il est maître de conférences à l'Université de Liège et il est professeur à l’ESA Saint-Luc, où il enseigne l’histoire de la bande dessinée dont l'enseignement porte sur l’analyse de ses codes et structures et sur les rapports qu’elle entretient avec les autres formes d’expression. Enfin, il est administrateur de la fédération professionnelle ABDIL (Auteur·trice·s de la Bande dessinée et de l’Illustration).
En outre, est aussi disc jockey à ses heures sous le nom de scène de John Cockerill.

## Œuvres

### Publications

#### Études
- Philippe Capart, Erwin Dejasse et Franquin (ill.), Morris, Franquin, Peyo et le dessin animé[7], Angoulême, Éditions de l'An 2, novembre 2005, 135 p., ill. ; 30 cm (ISBN 978-2-84856-035-9 et 2848560355, OCLC 420745876, présentation en ligne)
- Groupe ACME et Erwin Dejasse, L'Association : Une utopie éditoriale et esthétique, Angoulême, Les Impressions nouvelles, octobre 2011, 224 p., ill. (ISBN 9782874491238, présentation en ligne),Contribution : L’Autobiographie polyphonique : trois livres fondateurs (analyses croisées de Journal d’un album de Philippe Dupuy et Charles Berbérian, Approximativement de Lewis Trondheim et Livret de Phamille de Jean-Christophe Menu).
- Aarnoud Rommens (dir.), Pablo Turnes (dir.), Benoît Crucifix (dir.), Erwin Dejasse (dir.), Björn-Olav Dozo (dir.) et al., Bande dessinée et abstraction / Abstraction and Comics[22], t. 1, Bruxelles, Liège, La Cinquième Couche, Presses universitaires de Liège, coll. « Acmé », 10 mai 2019, 447 p., ill. ; 26 cm (ISBN 978-2-39008-039-8).
- Aarnoud Rommens (dir.), Pablo Turnes (dir.), Benoît Crucifix (dir.), Erwin Dejasse (dir.), Björn-Olav Dozo (dir.) et al., Bande dessinée et abstraction / Abstraction and Comics[22], t. 2, Bruxelles, Liège, La Cinquième Couche, Presses universitaires de Liège, coll. « Acmé », 10 mai 2019, 441 p., ill. ; 26 cm (ISBN 978-2-39008-062-6).
- Erwin Dejasse, La Musique silencieuse de José Muñoz et Carlos Sampayo, Tours, Presses universitaires François-Rabelais, 2023, 240 p., ill. (ISBN 9782869069206 et 2869069200)

#### Écrits

##### Revues
Principaux articles parus depuis 2005
- « Bande dessinée : un art contemporain ? », Flux News, no 37,‎ 2005
- « Les Nouveaux Territoires de l’intime », Art Press, no hors série : Bandes d’auteurs,‎ 2005
- « Je Fais Charlie avec ce que j’estime être le meilleur au monde », 9e Art, Angoulême, CNBDI/Éditions de l’An2, no 12,‎ 2006 (lire en ligne  [PDF])Georges Wolinski, rédacteur en chef de Charlie Mensuel.
- « Confession d’un dédicaçolique repenti », L'Éprouvette, L’Association, no 1,‎ 2006
- « Typical girls », Art&Fact, Université de Liège, no 24,‎ 2006À propos de quelques autrices apparues ces quinze dernières années.
- Erwin Dejasse et Frédéric Paques, « New Kids on the Blog », 9e Art, CNBDI/Éditions de l’An2, no 13,‎ 2007 (lire en ligne [PDF])les blogs en bande dessinée.
- « Les Multiples Avatars de Spirou et Fantasio », 9e Art, CNBDI/Éditions de l’An2, no 13,‎ 2007
- « De la misère ordinaire du critique BD », L’Éprouvette, L’Association, no 3,‎ 2007
- Réflexions et menus propos d’un individu féru de bande dessinée qui tente de comprendre les liens qu’elle est susceptible d’entretenir avec l’architecture, Architexto no 4 : Daniel Delgoffe + Mycose, Liège, Fourre-tout/CIVA, 2007
- « La bande dessinée est un sport de combat », Art&Fact, Université de Liège, no 26,‎ 2007À propos de Match de Catch à Vielsalm, création collective issue de la rencontre de cinq auteurs et cinq artistes issus de l’atelier La Hesse. Article repris en postface de Match de catch à Vielsalm, Bruxelles, FRMK, 2009
- Erwin Dejasse, Pierre Fresnault-Deruelle et Jacques Samson (dir.), « L’histoire du monde où tout peut exister », MEI, L’Harmattan, no 26 : Poétiques de la bande dessinée,‎ 2008 (lire en ligne [PDF])à propos de l’œuvre du dessinateur Fred.
- Pierre-Alban Delannoy (dir.), « Des cases très sensibles », Les Cahiers du CIRCAV, Université Lille-III, no 19 : La Bande dessinée à l’épreuve du réel,‎ 2008sur l’usage de la photographie dans la bande dessinée : Boilet, Breccia, Naito, Guibert, Spiegelman et Teulé.
- Erwin Dejasse et Philippe Capart, « À la recherche du feuilleton perdu », 9e Art, Angoulême, CIBDI, no 15,‎ 2009sur la logique feuilletonesque dans les journaux Tintin et Spirou.
- « Bande dessinée, art brut et dissidence », 9e Art 2.0, Angoulême, CNBDI,‎ 2010 (lire en ligne [PDF])article traduit en italien.
- « De l’influence des mangas sur la bande dessinée en Europe et aux États-Unis : Imprégnation ou mimétisme fétiche », Culture, Université de Liège,‎ 2010 (lire en ligne [PDF])
- « Bande dessinée alternative : mémoire et re-génération », Textyles, nos 36-37,‎ 2010, mis en ligne le 1 juin 2013, p. 91-100 (lire en ligne, consulté le 10 octobre 2023)Autour de l’exposition Alternative Chaos. Onafhankelijk Beeldverhaal in Wallonië en Brussel
- « Les discours sur la bande dessinée par ses créateurs », Publif@rum, La BD francophone, Université de Gênes/Université de Vérone, no 14,‎ 2011
- Erwin Dejasse, Philippe Capart et Frédéric Paques, « La bande dessinée à Liège : l’aurore des fanzineux », Art&Fact, Liège, no 31,‎ 2012, p. 51-61 (lire en ligne [PDF]).

##### Postfaces
- Match de catch à Vielsalm[23], FRMK, Bruxelles, mai 2009
Scénario et dessin : collectif - Couleurs : noir et blanc -  (ISBN 978-2-350-65031-9), — Postface : Erwin Dejasse. Avec Olivier Deprez, Vincent Fortemps, Dominique Goblet, Thierry Van Hasselt et les artistes du Centre d’art La «S» Grand Atelier.

##### Parties d'ouvrages
- Les Monstres de Blanquet, Stéphane Blanquet — Monographie lacrymale, Éditions de l'An 2, 2005  (ISBN 2848560304)
- Entretiens avec Florence Cestac, Dominique Grange, Edmond Baudoin, Didier Comès, Lorenzo Mattotti, Jacques Tardi et Georges Wolinski, Conversation avec Muñoz et Sampayo, Casterman, 2008  (ISBN 2203013605)
- Neuf textes pour Thierry Groensteen et Gilles Ciment (dir.), 100 Cases de maître : Un art graphique, la bande dessinée, Paris, La Martinière, 2010  (ISBN 978-2-7324-4140-5).
- Préface à la réédition de l’ouvrage d’Alex Barbier, Le Dieu du 12, Bruxelles, FRMK, coll. « Amphigouri », 2011  (ISBN 978-2-350-65051-7).
- Erwin Dejasse, « Ce Spirou qui m'emmerde[24] », dans Gert Meesters (dir.), Frédéric Paques (dir.), David Vrydaghs (dir.), Spirou et Fantasio : Le dynamisme d'une série de bande-dessinée : Les métamorphoses de Spirou, Liège, PULG, coll. « ACME », 10 avril 2019, 262 p., PDF (ISBN 9782875621726 et 2875621726, lire en ligne), p. 112-126.

##### Conférences scientifiques
- Prosélytisme catholique, subversion douce et explosion des frontières : une histoire de la bande dessinée en Belgique[25] ;
- Art brut et bande dessinée. Transgressions, marginalités et cultures médiatiques[26].

#### Catalogues d'expositions
- Art brut et bande dessinée, Atrabile, Genève, 16 septembre 2022
Scénario : Erwin Dejasse - Dessin : collectif - Couleurs : quadrichromie -  (ISBN 978-2-88923-120-1),Format comics.
- Ainsi, dire[13], Wittockiana, Bruxelles, 2018
Scénario : Erwin Dejasse  - Dessin : Éric Lambé, Christophe Poot, Florian Huet - Couleurs : quadrichromie -  (ISBN 9782873050030)Publié dans le cadre de l'exposition Ainsi dire à la bibliothèque Wittockiana du 29 septembre 2018 au 20 janvier 2019. (OCLC 1400758937)

### Expositions
- Articles, et coordinations de catalogues pour le Madmusée, 2000-2007[6] ;
- Rédaction des textes de l’ouvrage Jaune ciel ou blanc foncé, Liège, Créahm, 2010[6] ;

#### Commissariat
- Muñoz/Breccia, l’Argentine en noir et blanc en collaboration avec Éric Verhoest et Didier Pasamonik, Palais des Beaux-Arts de Charleroi, 2002 au 17 février 2003[27],[28] ;
- Alternative Chaos en collaboration avec Jean-Marie Derscheid sous l’égide du WBI, Galerie 37, Haarlem, 2008[6].
- Knock Outsider Komiks, vers un 3e langage, FRMK/La « S » Grand Atelier, 2014 (présentation de l’exposition à l'Hôtel Saint-Simon lors du festival d'Angoulême 2017[6] du 26 au 29 janvier 2017[12] ;
- Art brut et bande dessinée[16],[17], Collection de l'art brut à Lausanne du 16 septembre 2022 au 28 février 2023.

## Prix et récompenses
- 2006 :  prix de la presse pour Morris, Franquin, Peyo et le dessin animé avec Philippe Capart[8],[29],[30] ;
- 2024 :  Prix SOBD Neuvième Art 2024 du meilleur ouvrage sur la bande dessinée[31],[32] pour La Musique silencieuse de José Muñoz et Carlos Sampayo.

#### Livres
: document utilisé comme source pour la rédaction de cet article.
- Thierry Bellefroid et Jean-Marie Derscheid, « Dejasse Erwin - Essayiste », dans 77 auteurs de bande dessinée en Wallonie et à Bruxelles, Bruxelles, Wallonie-Bruxelles International, 2017, 128 p., ill. ; 26 cm (ISBN 2-930071-83-4, lire en ligne), p. 41. .

#### Périodiques
- Olivier Van Vaerenbergh, « Erwin Dejasse, spécialiste de la BD: “En musique comme en bande dessinée, la notion de rythme est fondamentale” », Focus Vif,‎ 10 avril 2023 (lire en ligne , consulté le 10 octobre 2023).

#### Interviews
- Erwin Dejasse et Frédéric Paques (interviewés par Bastien Martin), « La BD : un art à part entière et un sujet de recherche universitaire », Culture, Université de Liège,‎ mars 2017 (lire en ligne, consulté le 10 octobre 2023).

### Émissions de radio
- Les capsules d'Erwin Radio Grandpapier, 5 émissions du 6 janvier 2010 à janvier 2012.
- Erwin Dejasse est l'invité du Grand Soir, accompagné de Sarah Lombardi, directrice de la collection de lʹart brut, en deuxième heure de l'émission. sur Radio télévision suisse, émission du 14 septembre 2022 (2 h 55 min)

### Podcasts
- L'art et la manière avec Erwin Dejasse et David Turgeon sur Mixcloud le 13 mai 2011 (1 h 54 min 29 s)
- Erwin Dejasse : La Musique silencieuse de José Muñoz et Carlos Sampayo

### Vidéographie
- [vidéo] « Culture do it yourself et matérialité de la BD - Erwin Dejasse (Expo "Ainsi, Dire" - Wittockiana) », sur YouTube, dans le cadre de l’exposition Ainsi, Dire à la Wittockiana, le groupe ACME organise une journée d’étude sur la matérialité de la bande dessinée contemporaine en dialogue avec les artistes exposés, le 5 mai 2020 (28 min 26 s).